# Cabane du Trient
La cabane du Trient est le nom d'un refuge de montagne situé à 3 170 mètres d'altitude dans le canton du Valais.

## Histoire
Le refuge est construit en 1933 en remplacement de la cabane Julien Dupuis. Rénové en 1975, il est agrandi en 2006.

## Géographie
Le refuge est situé en Suisse, dans le canton du Valais, en amont de la vallée du Trient, sur la rive droite du glacier du même nom, au niveau du col d'Orny, sur l'adret de la pointe d'Orny.
Du refuge on peut atteindre les sommets suivants :

Vue panoramique vers le sud-ouest depuis la cabane du Trient sur le glacier du même nom et différents sommets dont les aiguilles Dorées, la Grande Fourche et les aiguilles du Tour.

- aiguille d'Argentière ;
- aiguille du Chardonnet ;
- aiguilles Dorées ;
- Petite Fourche ;
- aiguilles du Tour.